# Petr Ševčík
Petr Ševčík (Supíkovice, 4 mei 1994) is een Tsjechisch voetballer die doorgaans als middenvelder speelt. In 2019 debuteerde hij in het Tsjechisch voetbalelftal.
Ševčík kwam uit de jeugd van Sigma Olomouc en brak door bij Slovan Liberec. In 2019 ging hij naar Slavia Praag waarmee hij in 2020 en 2021 landskampioen werd en in 2021 de beker won.